# Amt Plessa
Het Amt Plessa is een samenwerkingsverband van 4 gemeenten  in het Landkreis Elbe-Elster in de Duitse deelstaat Brandenburg. Het amt telt 5.974 inwoners. Het bestuurscentrum bevindt zich in de gemeente Plessa.

## Gemeenten
Het amt bestaat uit de volgende gemeenten:
1. Gorden-Staupitz (943)
2. Hohenleipisch (1.949)
3. Plessa (2.579)
4. Schraden (503)